# 坎哈亚尔
坎哈亚尔（西班牙語：Canjáyar）是西班牙安达卢西亚自治区阿尔梅里亚省的一个市镇。总面积67平方公里，总人口1586人（2001年），人口密度每平方公里24人。